# Coupe Davis 1981
Pour un article plus général, voir Coupe Davis.
Navigation
Édition précédente Édition suivante
La Coupe Davis 1981 est la 70e édition de ce tournoi de tennis professionnel masculin par nations. Les rencontres se déroulent du 6 mars au 13 décembre dans différents lieux.
Les États-Unis remporte leur 27e saladier d'argent grâce à leur victoire en finale face à l'Argentine par trois victoires à une.

## Contexte
Cette édition est marquée par la création d'un "Groupe Mondial" dans lequel les 16 meilleures nations du monde s'affrontent sans distinction du continent auquel elles appartiennent.
Le "Groupe Mondial" de l'édition 1981 de la Coupe Davis met aux prises 16 équipes sélectionnées en fonction de leurs résultats durant l'édition précédente :
- les finalistes des "Zone Amérique du Sud" et "Zone Amérique Centre & Nord" (1re ligne),
- les demi-finalistes de la "Zone Est" (2e ligne),
- les demi-finalistes de la "Zone Europe" (3e & 4e ligne).

| Groupe Mondial      |                       |               |                           |
| Argentine (DF)      | États-Unis (QF)       | Brésil (HF)   | Mexique (HF)              |
| Australie (DF)      | Nouvelle-Zélande (QF) | Japon (HF)    | Corée du Sud (HF)         |
| Tchécoslovaquie (V) | Italie (F)            | Roumanie (QF) | Suède (QF)                |
| France (HF)         | Grande-Bretagne (HF)  | Suisse (HF)   | Allemagne de l'Ouest (HF) |

Le tournoi se déroule en parallèle dans les zones continentales, avec pour enjeu d'accéder au groupe mondial. Un total de 53 nations participent à la compétition :
- 16 dans le "Groupe Mondial",
- 8 dans la "Zone Amérique",
- 6 dans la "Zone Est" (incluant l'Asie et l'Océanie),
- 23 dans la "Zone Europe" (incluant l'Afrique).

## Déroulement du tournoi

### Nouveautés
Cette édition est marquée par la refonte du format, avec la création d'un "Groupe Mondial". Jusqu'à l'édition précédente une nation devait remporter sa finale continentale pour jouer le titre lors des rencontres inter-zones. Maintenant les 16 meilleures nations s'affrontent, sans distinction de continent.
La principale différence est qu'une nation n'appartenant pas au "Groupe Mondial", ne peut pas concourir pour le titre. Elle doit se qualifier via les barrages afin d'intégrer le "Groupe Mondial" l'année suivante et ainsi avoir une possibilité de remporter le saladier d'argent.
Le tournoi se déroule toujours sous la forme d'un tableau à élimination directe. Les nations passant le 1er tour se qualifient pour le "Groupe Mondial" de l'année suivante, pendant que les nations vaincues jouent leur maintien les unes face aux autres.
Les zones continentales sont maintenant les divisions inférieures dans lesquelles les nations s'affrontent pour se qualifier pour le "Groupe Mondial" l'année suivante. Une équipe de la "Zone Amérique" et de la "Zone Est" ainsi que deux de la "Zone Europe" sont promues.
Autre nouveauté, la compétition se joue maintenant uniquement sur l'année calendaire en cours (les 1ers tours des zones continentales se déroulaient auparavant l'année précédente).
Pour la 1re fois la Coupe Davis est sponsorisée, un partenariat avec NEC est signé.

### Groupe mondial
La Coupe Davis 1981 est remportée par l'équipe des États-Unis qui bat l'Argentine en finale à Cincinnati. Pour la première fois, la compétition se déroule selon la formule du groupe mondial, soit une élite de seize nations qui se départagent selon un tableau final. Une organisation faite pour moderniser une épreuve qui commençait à vieillir.
L'équipe des États-Unis s'articulait autour d'un John McEnroe au sommet de sa forme puisque vainqueur de Wimbledon et de l'US Open. Cette saison-là en Coupe Davis, il gagna neuf matchs sur dix (dont deux doubles associé à Peter Fleming) mais perdit en quart de finale un simple face à Ivan Lendl. Les Américains eurent aussi la chance de jouer tous leurs matchs à domicile ce qui leur permit d'éviter la terre battue, point faible de leur leader. Aux côtés de Big Mac, cinq joueurs participèrent à la campagne : Roscoe Tanner, Jimmy Connors, Peter Fleming, Bob Lutz et Stan Smith. Mais cette équipe était assez hétérogène. En fait, elle était composée d'un noyau dur : McEnroe, Fleming (son partenaire favori en double) et Roscoe Tanner, le joueur au service le plus terrifiant du circuit à l'époque. Mais pour le quart face à la Tchécoslovaquie à New York, l'ex-numéro 1 mondial Jimmy Connors (six titres majeurs) avait été rappelé alors qu'il snobait la Coupe Davis depuis cinq ans. En plus, le double était composé de deux vétérans Bob Lutz (34 ans) et le prestigieux Stan Smith (35 ans). Grâce à ce match Stan Smith égalisa le record de victoires de l'Australien Roy Emerson.
La finale opposait les États-Unis à l'Argentine qui disputait là sa première finale et qui était portée par un grand champion, Guillermo Vilas. Il devait affronter McEnroe d'entrée pour le gros choc du week-end, mais l'Américain ne laissa aucune chance à son aîné en s'imposant en trois manches. Dans le double, Vilas sert pour le match à 6-7 dans le cinquième set, mais les américains remportent tout de même le match 11-9.De toute façon, la moquette indoor, était trop défavorable aux Sud-Américains, vrais spécialistes de la terre battue. Ces derniers avaient fait quasiment toute la campagne avec deux joueurs classés dans les dix meilleurs mondiaux : Guillermo Vilas et José Luis Clerc. Ils n'avaient laissé qu'un match à une tierce personne (Cano au second tour contre la Roumanie).

## Résultats

### Groupe mondial
Les nations vaincues au 1er tour jouent leur maintien pour le groupe mondial lors du tour de barrage. Les autres sont directement qualifiées pour le groupe mondial 1982.

#### Tableau
|  | Huitièmes de finale 6 - 8 mars               | Huitièmes de finale 6 - 8 mars                 |                 |   | Quarts de finale 9 - 11 juillet | Quarts de finale 9 - 11 juillet |  |  | Demi-finales 2 - 4 octobre                  | Demi-finales 2 - 4 octobre                  |  |  | Finale 11 - 13 décembre                    | Finale 11 - 13 décembre                    |
|  | Huitièmes de finale 6 - 8 mars               | Huitièmes de finale 6 - 8 mars                 |                 |   | Quarts de finale 9 - 11 juillet | Quarts de finale 9 - 11 juillet |  |  | Demi-finales 2 - 4 octobre                  | Demi-finales 2 - 4 octobre                  |  |  | Finale 11 - 13 décembre                    | Finale 11 - 13 décembre                    |
|  |                                              |                                                |                 |   |                                 |                                 |  |  |                                             |                                             |  |  |                                            |                                            |
|  | Munich, Allemagne de l'Ouest (moquette int.) | Munich, Allemagne de l'Ouest (moquette int.)   |                 |   | Timișoara, Roumanie (dur ext.)  | Timișoara, Roumanie (dur ext.)  |  |  | Buenos Aires, Argentine (terre battue ext.) | Buenos Aires, Argentine (terre battue ext.) |  |  | Cincinnati, OH, États-Unis (moquette int.) | Cincinnati, OH, États-Unis (moquette int.) |
|  | Munich, Allemagne de l'Ouest (moquette int.) | Munich, Allemagne de l'Ouest (moquette int.)   |                 |   | Timișoara, Roumanie (dur ext.)  | Timișoara, Roumanie (dur ext.)  |  |  | Buenos Aires, Argentine (terre battue ext.) | Buenos Aires, Argentine (terre battue ext.) |  |  | Cincinnati, OH, États-Unis (moquette int.) | Cincinnati, OH, États-Unis (moquette int.) |
|  | Allemagne de l'Ouest                         | 2                                              |                 |   | Timișoara, Roumanie (dur ext.)  | Timișoara, Roumanie (dur ext.)  |  |  | Buenos Aires, Argentine (terre battue ext.) | Buenos Aires, Argentine (terre battue ext.) |  |  | Cincinnati, OH, États-Unis (moquette int.) | Cincinnati, OH, États-Unis (moquette int.) |
|  | Allemagne de l'Ouest                         | 2                                              |                 |   | Timișoara, Roumanie (dur ext.)  | Timișoara, Roumanie (dur ext.)  |  |  | Buenos Aires, Argentine (terre battue ext.) | Buenos Aires, Argentine (terre battue ext.) |  |  | Cincinnati, OH, États-Unis (moquette int.) | Cincinnati, OH, États-Unis (moquette int.) |
|  | Argentine                                    | 3                                              |                 |   | Timișoara, Roumanie (dur ext.)  | Timișoara, Roumanie (dur ext.)  |  |  | Buenos Aires, Argentine (terre battue ext.) | Buenos Aires, Argentine (terre battue ext.) |  |  | Cincinnati, OH, États-Unis (moquette int.) | Cincinnati, OH, États-Unis (moquette int.) |
|  | Argentine                                    | 3                                              | Argentine       | 3 |                                 |                                 |  |  | Buenos Aires, Argentine (terre battue ext.) | Buenos Aires, Argentine (terre battue ext.) |  |  | Cincinnati, OH, États-Unis (moquette int.) | Cincinnati, OH, États-Unis (moquette int.) |
|  | Timișoara, Roumanie (moquette int.)          |                                                | Argentine       | 3 |                                 |                                 |  |  | Buenos Aires, Argentine (terre battue ext.) | Buenos Aires, Argentine (terre battue ext.) |  |  | Cincinnati, OH, États-Unis (moquette int.) | Cincinnati, OH, États-Unis (moquette int.) |
|  |                                              | Roumanie                                       | 2               |   |                                 |                                 |  |  | Buenos Aires, Argentine (terre battue ext.) | Buenos Aires, Argentine (terre battue ext.) |  |  | Cincinnati, OH, États-Unis (moquette int.) | Cincinnati, OH, États-Unis (moquette int.) |
|  | Roumanie                                     | Roumanie                                       | 2               | 3 |                                 |                                 |  |  | Buenos Aires, Argentine (terre battue ext.) | Buenos Aires, Argentine (terre battue ext.) |  |  | Cincinnati, OH, États-Unis (moquette int.) | Cincinnati, OH, États-Unis (moquette int.) |
|  | Roumanie                                     | Christchurch, Nouvelle-Zélande (moquette ext.) |                 | 3 |                                 |                                 |  |  | Buenos Aires, Argentine (terre battue ext.) | Buenos Aires, Argentine (terre battue ext.) |  |  | Cincinnati, OH, États-Unis (moquette int.) | Cincinnati, OH, États-Unis (moquette int.) |
|  | Brésil                                       | 2                                              |                 |   |                                 |                                 |  |  | Buenos Aires, Argentine (terre battue ext.) | Buenos Aires, Argentine (terre battue ext.) |  |  | Cincinnati, OH, États-Unis (moquette int.) | Cincinnati, OH, États-Unis (moquette int.) |
|  | Brésil                                       | 2                                              | Argentine       | 5 |                                 |                                 |  |  |                                             |                                             |  |  | Cincinnati, OH, États-Unis (moquette int.) | Cincinnati, OH, États-Unis (moquette int.) |
|  | Brighton, Grande-Bretagne (moquette int.)    |                                                | Argentine       | 5 |                                 |                                 |  |  |                                             |                                             |  |  | Cincinnati, OH, États-Unis (moquette int.) | Cincinnati, OH, États-Unis (moquette int.) |
|  |                                              | Grande-Bretagne                                | 0               |   |                                 |                                 |  |  |                                             |                                             |  |  | Cincinnati, OH, États-Unis (moquette int.) | Cincinnati, OH, États-Unis (moquette int.) |
|  | Grande-Bretagne                              | Grande-Bretagne                                | 0               | 3 |                                 |                                 |  |  |                                             |                                             |  |  | Cincinnati, OH, États-Unis (moquette int.) | Cincinnati, OH, États-Unis (moquette int.) |
|  | Grande-Bretagne                              | Portland, OR, États-Unis (moquette int.)       |                 | 3 |                                 |                                 |  |  |                                             |                                             |  |  | Cincinnati, OH, États-Unis (moquette int.) | Cincinnati, OH, États-Unis (moquette int.) |
|  | Italie                                       | 2                                              |                 |   |                                 |                                 |  |  |                                             |                                             |  |  | Cincinnati, OH, États-Unis (moquette int.) | Cincinnati, OH, États-Unis (moquette int.) |
|  | Italie                                       | 2                                              | Grande-Bretagne | 4 |                                 |                                 |  |  |                                             |                                             |  |  | Cincinnati, OH, États-Unis (moquette int.) | Cincinnati, OH, États-Unis (moquette int.) |
|  | Séoul, Corée du Sud (terre battue ext.)      |                                                | Grande-Bretagne | 4 |                                 |                                 |  |  |                                             |                                             |  |  | Cincinnati, OH, États-Unis (moquette int.) | Cincinnati, OH, États-Unis (moquette int.) |
|  |                                              | Nouvelle-Zélande                               | 1               |   |                                 |                                 |  |  |                                             |                                             |  |  | Cincinnati, OH, États-Unis (moquette int.) | Cincinnati, OH, États-Unis (moquette int.) |
|  | Corée du Sud                                 | Nouvelle-Zélande                               | 1               | 0 |                                 |                                 |  |  |                                             |                                             |  |  | Cincinnati, OH, États-Unis (moquette int.) | Cincinnati, OH, États-Unis (moquette int.) |
|  | Corée du Sud                                 | Båstad, Suède (terre battue ext.)              |                 | 0 |                                 |                                 |  |  |                                             |                                             |  |  | Cincinnati, OH, États-Unis (moquette int.) | Cincinnati, OH, États-Unis (moquette int.) |
|  | Nouvelle-Zélande                             | 5                                              |                 |   |                                 |                                 |  |  |                                             |                                             |  |  | Cincinnati, OH, États-Unis (moquette int.) | Cincinnati, OH, États-Unis (moquette int.) |
|  | Nouvelle-Zélande                             | 5                                              | Argentine       | 1 |                                 |                                 |  |  |                                             |                                             |  |  |                                            |                                            |
|  | Yokohama, Japon (moquette int.)              |                                                | Argentine       | 1 |                                 |                                 |  |  |                                             |                                             |  |  |                                            |                                            |
|  |                                              | États-Unis                                     | 3               |   |                                 |                                 |  |  |                                             |                                             |  |  |                                            |                                            |
|  | Japon                                        | États-Unis                                     | 3               | 0 |                                 |                                 |  |  |                                             |                                             |  |  |                                            |                                            |
|  | Japon                                        |                                                |                 | 0 |                                 |                                 |  |  |                                             |                                             |  |  |                                            |                                            |
|  | Suède                                        | 5                                              |                 |   |                                 |                                 |  |  |                                             |                                             |  |  |                                            |                                            |
|  | Suède                                        | 5                                              | Suède           | 1 |                                 |                                 |  |  |                                             |                                             |  |  |                                            |                                            |
|  | Lyon, France (moquette int.)                 |                                                | Suède           | 1 |                                 |                                 |  |  |                                             |                                             |  |  |                                            |                                            |
|  |                                              | Australie                                      | 3               |   |                                 |                                 |  |  |                                             |                                             |  |  |                                            |                                            |
|  | France                                       | Australie                                      | 3               | 2 |                                 |                                 |  |  |                                             |                                             |  |  |                                            |                                            |
|  | France                                       | New York, NY, États-Unis (dur ext.)            |                 | 2 |                                 |                                 |  |  |                                             |                                             |  |  |                                            |                                            |
|  | Australie                                    | 3                                              |                 |   |                                 |                                 |  |  |                                             |                                             |  |  |                                            |                                            |
|  | Australie                                    | 3                                              | Australie       | 0 |                                 |                                 |  |  |                                             |                                             |  |  |                                            |                                            |
|  | Zurich, Suisse (dur int.)                    |                                                | Australie       | 0 |                                 |                                 |  |  |                                             |                                             |  |  |                                            |                                            |
|  |                                              | États-Unis                                     | 5               |   |                                 |                                 |  |  |                                             |                                             |  |  |                                            |                                            |
|  | Suisse                                       | États-Unis                                     | 5               | 2 |                                 |                                 |  |  |                                             |                                             |  |  |                                            |                                            |
|  | Suisse                                       |                                                |                 | 2 |                                 |                                 |  |  |                                             |                                             |  |  |                                            |                                            |
|  | Tchécoslovaquie                              | 3                                              |                 |   |                                 |                                 |  |  |                                             |                                             |  |  |                                            |                                            |
|  | Tchécoslovaquie                              | 3                                              | Tchécoslovaquie | 1 |                                 |                                 |  |  |                                             |                                             |  |  |                                            |                                            |
|  | Carlsbad, CA, États-Unis (dur ext.)          |                                                | Tchécoslovaquie | 1 |                                 |                                 |  |  |                                             |                                             |  |  |                                            |                                            |
|  |                                              | États-Unis                                     | 4               |   |                                 |                                 |  |  |                                             |                                             |  |  |                                            |                                            |
|  | États-Unis                                   | États-Unis                                     | 4               | 3 |                                 |                                 |  |  |                                             |                                             |  |  |                                            |                                            |
|  | États-Unis                                   |                                                |                 | 3 |                                 |                                 |  |  |                                             |                                             |  |  |                                            |                                            |
|  | Mexique                                      | 2                                              |                 |   |                                 |                                 |  |  |                                             |                                             |  |  |                                            |                                            |
|  | Mexique                                      | 2                                              |                 |   |                                 |                                 |  |  |                                             |                                             |  |  |                                            |                                            |

#### Matchs détaillés

##### Huitièmes de finale
| | Allemagne de l'Ouest | 2                                 | - | 3 | Argentine |   |  |
| --- | -------------------- | --------------------------------- | - | - | --------- | - |  |
| Rudi Sedlmayer Halle, Munich, Allemagne de l'Ouest |                      |                                   |   |   |           |   |  |
| du 6 au 8 mars 1981 sur moquette (int.) |                      |                                   |   |   |           |   |  |
| \| 1 \| \| Rolf Gehring \| 2 \| 3 \| 6 \| \| \| \| 1 \| \| Guillermo Vilas \| 6 \| 6 \| 8 \| \| \| \| 2 \| \| Ulrich Pinner \| 3 \| 6 \| 6 \| 6 \| \| \| 2 \| \| José Luis Clerc \| 6 \| 3 \| 4 \| 3 \| \| \| 3 \| \| Rolf Gehring - Christoph Zipf \| 3 \| 6 \| 4 \| 3 \| \| \| 3 \| \| José Luis Clerc - Guillermo Vilas \| 6 \| 4 \| 6 \| 6 \| \| \| \| \| \| \| \| \| \| \| \| 4 \| \| Rolf Gehring \| 6 \| 4 \| 6 \| 6 \| \| \| 4 \| \| José Luis Clerc \| 1 \| 6 \| 3 \| 1 \| \| \| \| \| \| \| \| \| \| \| \| 5 \| \| Ulrich Pinner \| 3 \| 2 \| 6 \| 1 \| \| \| 5 \| \| Guillermo Vilas \| 6 \| 6 \| 3 \| 6 \| \| \| \| \| \| \| \| \| \| \| |                      |                                   |   |   |           |   |  |
| 1 |                      | Rolf Gehring                      | 2 | 3 | 6         |   |  |
| 1 |                      | Guillermo Vilas                   | 6 | 6 | 8         |   |  |
| 2 |                      | Ulrich Pinner                     | 3 | 6 | 6         | 6 |  |
| 2 |                      | José Luis Clerc                   | 6 | 3 | 4         | 3 |  |
| 3 |                      | Rolf Gehring - Christoph Zipf     | 3 | 6 | 4         | 3 |  |
| 3 |                      | José Luis Clerc - Guillermo Vilas | 6 | 4 | 6         | 6 |  |
| |                      |                                   |   |   |           |   |  |
| 4 |                      | Rolf Gehring                      | 6 | 4 | 6         | 6 |  |
| 4 |                      | José Luis Clerc                   | 1 | 6 | 3         | 1 |  |
| |                      |                                   |   |   |           |   |  |
| 5 |                      | Ulrich Pinner                     | 3 | 2 | 6         | 1 |  |
| 5 |                      | Guillermo Vilas                   | 6 | 6 | 3         | 6 |  |
| |                      |                                   |   |   |           |   |  |

| 1 |  | Rolf Gehring                      | 2 | 3 | 6 |   |  |
| 1 |  | Guillermo Vilas                   | 6 | 6 | 8 |   |  |
| 2 |  | Ulrich Pinner                     | 3 | 6 | 6 | 6 |  |
| 2 |  | José Luis Clerc                   | 6 | 3 | 4 | 3 |  |
| 3 |  | Rolf Gehring - Christoph Zipf     | 3 | 6 | 4 | 3 |  |
| 3 |  | José Luis Clerc - Guillermo Vilas | 6 | 4 | 6 | 6 |  |
|   |  |                                   |   |   |   |   |  |
| 4 |  | Rolf Gehring                      | 6 | 4 | 6 | 6 |  |
| 4 |  | José Luis Clerc                   | 1 | 6 | 3 | 1 |  |
|   |  |                                   |   |   |   |   |  |
| 5 |  | Ulrich Pinner                     | 3 | 2 | 6 | 1 |  |
| 5 |  | Guillermo Vilas                   | 6 | 6 | 3 | 6 |  |
|   |  |                                   |   |   |   |   |  |

| | Roumanie | 3                                | - | 2 | Brésil |   |   |
| --- | -------- | -------------------------------- | - | - | ------ | - | - |
| Timișoara, Roumanie |          |                                  |   |   |        |   |   |
| du 6 au 8 mars 1981 sur moquette (int.) |          |                                  |   |   |        |   |   |
| \| 1 \| \| Florin Segărceanu \| 4 \| 7 \| 6 \| 6 \| \| \| 1 \| \| Carlos Kirmayr \| 6 \| 5 \| 2 \| 2 \| \| \| 2 \| \| Andrei Dîrzu \| 2 \| 4 \| 1 \| \| \| \| 2 \| \| Thomaz Koch \| 6 \| 6 \| 6 \| \| \| \| 3 \| \| Andrei Dîrzu - Florin Segărceanu \| 0 \| 8 \| 6 \| 7 \| \| \| 3 \| \| Carlos Kirmayr - Thomaz Koch \| 6 \| 6 \| 4 \| 5 \| \| \| \| \| \| \| \| \| \| \| \| 4 \| \| Florin Segărceanu \| 4 \| 6 \| 7 \| 4 \| 6 \| \| 4 \| \| Thomaz Koch \| 6 \| 3 \| 5 \| 6 \| 0 \| \| \| \| \| \| \| \| \| \| \| 5 \| \| Andrei Dîrzu \| 2 \| 0 \| \| \| \| \| 5 \| \| Carlos Kirmayr \| 6 \| 6 \| \| \| \| \| \| \| \| \| \| \| \| \| |          |                                  |   |   |        |   |   |
| 1 |          | Florin Segărceanu                | 4 | 7 | 6      | 6 |   |
| 1 |          | Carlos Kirmayr                   | 6 | 5 | 2      | 2 |   |
| 2 |          | Andrei Dîrzu                     | 2 | 4 | 1      |   |   |
| 2 |          | Thomaz Koch                      | 6 | 6 | 6      |   |   |
| 3 |          | Andrei Dîrzu - Florin Segărceanu | 0 | 8 | 6      | 7 |   |
| 3 |          | Carlos Kirmayr - Thomaz Koch     | 6 | 6 | 4      | 5 |   |
| |          |                                  |   |   |        |   |   |
| 4 |          | Florin Segărceanu                | 4 | 6 | 7      | 4 | 6 |
| 4 |          | Thomaz Koch                      | 6 | 3 | 5      | 6 | 0 |
| |          |                                  |   |   |        |   |   |
| 5 |          | Andrei Dîrzu                     | 2 | 0 |        |   |   |
| 5 |          | Carlos Kirmayr                   | 6 | 6 |        |   |   |
| |          |                                  |   |   |        |   |   |

| 1 |  | Florin Segărceanu                | 4 | 7 | 6 | 6 |   |
| 1 |  | Carlos Kirmayr                   | 6 | 5 | 2 | 2 |   |
| 2 |  | Andrei Dîrzu                     | 2 | 4 | 1 |   |   |
| 2 |  | Thomaz Koch                      | 6 | 6 | 6 |   |   |
| 3 |  | Andrei Dîrzu - Florin Segărceanu | 0 | 8 | 6 | 7 |   |
| 3 |  | Carlos Kirmayr - Thomaz Koch     | 6 | 6 | 4 | 5 |   |
|   |  |                                  |   |   |   |   |   |
| 4 |  | Florin Segărceanu                | 4 | 6 | 7 | 4 | 6 |
| 4 |  | Thomaz Koch                      | 6 | 3 | 5 | 6 | 0 |
|   |  |                                  |   |   |   |   |   |
| 5 |  | Andrei Dîrzu                     | 2 | 0 |   |   |   |
| 5 |  | Carlos Kirmayr                   | 6 | 6 |   |   |   |
|   |  |                                  |   |   |   |   |   |

| | Grande-Bretagne | 3                                  | - | 2 | Italie |   |   |
| --- | --------------- | ---------------------------------- | - | - | ------ | - | - |
| Conference Centre, Brighton, Grande-Bretagne |                 |                                    |   |   |        |   |   |
| du 6 au 8 mars 1981 sur moquette (int.) |                 |                                    |   |   |        |   |   |
| \| 1 \| \| Buster Mottram \| 9 \| 3 \| 6 \| 6 \| \| \| 1 \| \| Adriano Panatta \| 7 \| 6 \| 3 \| 4 \| \| \| 2 \| \| Richard Lewis \| 4 \| 6 \| 8 \| 7 \| 4 \| \| 2 \| \| Corrado Barazzutti \| 6 \| 1 \| 6 \| 9 \| 6 \| \| 3 \| \| Andrew Jarrett - Jonathan Smith \| 6 \| 3 \| 6 \| 3 \| 7 \| \| 3 \| \| Paolo Bertolucci - Adriano Panatta \| 1 \| 6 \| 3 \| 6 \| 5 \| \| \| \| \| \| \| \| \| \| \| 4 \| \| Richard Lewis \| 4 \| 2 \| 4 \| \| \| \| 4 \| \| Adriano Panatta \| 6 \| 6 \| 6 \| \| \| \| \| \| \| \| \| \| \| \| \| 5 \| \| Buster Mottram \| 6 \| 6 \| 6 \| \| \| \| 5 \| \| Corrado Barazzutti \| 3 \| 2 \| 2 \| \| \| \| \| \| \| \| \| \| \| \| |                 |                                    |   |   |        |   |   |
| 1 |                 | Buster Mottram                     | 9 | 3 | 6      | 6 |   |
| 1 |                 | Adriano Panatta                    | 7 | 6 | 3      | 4 |   |
| 2 |                 | Richard Lewis                      | 4 | 6 | 8      | 7 | 4 |
| 2 |                 | Corrado Barazzutti                 | 6 | 1 | 6      | 9 | 6 |
| 3 |                 | Andrew Jarrett - Jonathan Smith    | 6 | 3 | 6      | 3 | 7 |
| 3 |                 | Paolo Bertolucci - Adriano Panatta | 1 | 6 | 3      | 6 | 5 |
| |                 |                                    |   |   |        |   |   |
| 4 |                 | Richard Lewis                      | 4 | 2 | 4      |   |   |
| 4 |                 | Adriano Panatta                    | 6 | 6 | 6      |   |   |
| |                 |                                    |   |   |        |   |   |
| 5 |                 | Buster Mottram                     | 6 | 6 | 6      |   |   |
| 5 |                 | Corrado Barazzutti                 | 3 | 2 | 2      |   |   |
| |                 |                                    |   |   |        |   |   |

| 1 |  | Buster Mottram                     | 9 | 3 | 6 | 6 |   |
| 1 |  | Adriano Panatta                    | 7 | 6 | 3 | 4 |   |
| 2 |  | Richard Lewis                      | 4 | 6 | 8 | 7 | 4 |
| 2 |  | Corrado Barazzutti                 | 6 | 1 | 6 | 9 | 6 |
| 3 |  | Andrew Jarrett - Jonathan Smith    | 6 | 3 | 6 | 3 | 7 |
| 3 |  | Paolo Bertolucci - Adriano Panatta | 1 | 6 | 3 | 6 | 5 |
|   |  |                                    |   |   |   |   |   |
| 4 |  | Richard Lewis                      | 4 | 2 | 4 |   |   |
| 4 |  | Adriano Panatta                    | 6 | 6 | 6 |   |   |
|   |  |                                    |   |   |   |   |   |
| 5 |  | Buster Mottram                     | 6 | 6 | 6 |   |   |
| 5 |  | Corrado Barazzutti                 | 3 | 2 | 2 |   |   |
|   |  |                                    |   |   |   |   |   |

| | Corée du Sud | 0                             | - | 5 | Nouvelle-Zélande |   |  |
| --- | ------------ | ----------------------------- | - | - | ---------------- | - |  |
| Jang Choong T.C., Séoul, Corée du Sud |              |                               |   |   |                  |   |  |
| du 6 au 8 mars 1981 sur terre battue (ext.) |              |                               |   |   |                  |   |  |
| \| 1 \| \| Jeon Chang-dae \| 3 \| 3 \| 6 \| 1 \| \| \| 1 \| \| Chris Lewis \| 6 \| 6 \| 2 \| 6 \| \| \| 2 \| \| Jeon Young-dai \| 1 \| 2 \| 2 \| \| \| \| 2 \| \| Russell Simpson \| 6 \| 6 \| 6 \| \| \| \| 3 \| \| Jeon Young-dai - Kim Bong-suk \| 3 \| 2 \| 4 \| \| \| \| 3 \| \| Chris Lewis - Russell Simpson \| 6 \| 6 \| 6 \| \| \| \| \| \| \| \| \| \| \| \| \| 4 \| \| Jeon Chang-dae \| 1 \| 4 \| 5 \| \| \| \| 4 \| \| Chris Lewis \| 6 \| 6 \| 7 \| \| \| \| \| \| \| \| \| \| \| \| \| 5 \| \| Jeon Young-dai \| 2 \| 6 \| 0 \| \| \| \| 5 \| \| Russell Simpson \| 6 \| 8 \| 6 \| \| \| \| \| \| \| \| \| \| \| \| |              |                               |   |   |                  |   |  |
| 1 |              | Jeon Chang-dae                | 3 | 3 | 6                | 1 |  |
| 1 |              | Chris Lewis                   | 6 | 6 | 2                | 6 |  |
| 2 |              | Jeon Young-dai                | 1 | 2 | 2                |   |  |
| 2 |              | Russell Simpson               | 6 | 6 | 6                |   |  |
| 3 |              | Jeon Young-dai - Kim Bong-suk | 3 | 2 | 4                |   |  |
| 3 |              | Chris Lewis - Russell Simpson | 6 | 6 | 6                |   |  |
| |              |                               |   |   |                  |   |  |
| 4 |              | Jeon Chang-dae                | 1 | 4 | 5                |   |  |
| 4 |              | Chris Lewis                   | 6 | 6 | 7                |   |  |
| |              |                               |   |   |                  |   |  |
| 5 |              | Jeon Young-dai                | 2 | 6 | 0                |   |  |
| 5 |              | Russell Simpson               | 6 | 8 | 6                |   |  |
| |              |                               |   |   |                  |   |  |

| 1 |  | Jeon Chang-dae                | 3 | 3 | 6 | 1 |  |
| 1 |  | Chris Lewis                   | 6 | 6 | 2 | 6 |  |
| 2 |  | Jeon Young-dai                | 1 | 2 | 2 |   |  |
| 2 |  | Russell Simpson               | 6 | 6 | 6 |   |  |
| 3 |  | Jeon Young-dai - Kim Bong-suk | 3 | 2 | 4 |   |  |
| 3 |  | Chris Lewis - Russell Simpson | 6 | 6 | 6 |   |  |
|   |  |                               |   |   |   |   |  |
| 4 |  | Jeon Chang-dae                | 1 | 4 | 5 |   |  |
| 4 |  | Chris Lewis                   | 6 | 6 | 7 |   |  |
|   |  |                               |   |   |   |   |  |
| 5 |  | Jeon Young-dai                | 2 | 6 | 0 |   |  |
| 5 |  | Russell Simpson               | 6 | 8 | 6 |   |  |
|   |  |                               |   |   |   |   |  |

| | Japon | 0                              | - | 5 | Suède |   |  |
| --- | ----- | ------------------------------ | - | - | ----- | - |  |
| Cultural Gym, Yokohama, Japon |       |                                |   |   |       |   |  |
| du 6 au 8 mars 1981 sur moquette (int.) |       |                                |   |   |       |   |  |
| \| 1 \| \| Tsuyoshi Fukui \| 5 \| 2 \| 4 \| \| \| \| 1 \| \| Kjell Johansson \| 7 \| 6 \| 6 \| \| \| \| 2 \| \| Jun Kamiwazumi \| 3 \| 5 \| 6 \| \| \| \| 2 \| \| Per Hjertquist \| 6 \| 7 \| 8 \| \| \| \| 3 \| \| Kenichi Hirai - Jun Kamiwazumi \| 0 \| 6 \| 2 \| \| \| \| 3 \| \| Anders Järryd - Hans Simonsson \| 6 \| 8 \| 6 \| \| \| \| \| \| \| \| \| \| \| \| \| 4 \| \| Tsuyoshi Fukui \| 4 \| 2 \| 0 \| \| \| \| 4 \| \| Per Hjertquist \| 6 \| 6 \| 6 \| \| \| \| \| \| \| \| \| \| \| \| \| 5 \| \| Shigeyuki Nishio \| 3 \| 6 \| 2 \| 1 \| \| \| 5 \| \| Kjell Johansson \| 6 \| 3 \| 6 \| 6 \| \| \| \| \| \| \| \| \| \| \| |       |                                |   |   |       |   |  |
| 1 |       | Tsuyoshi Fukui                 | 5 | 2 | 4     |   |  |
| 1 |       | Kjell Johansson                | 7 | 6 | 6     |   |  |
| 2 |       | Jun Kamiwazumi                 | 3 | 5 | 6     |   |  |
| 2 |       | Per Hjertquist                 | 6 | 7 | 8     |   |  |
| 3 |       | Kenichi Hirai - Jun Kamiwazumi | 0 | 6 | 2     |   |  |
| 3 |       | Anders Järryd - Hans Simonsson | 6 | 8 | 6     |   |  |
| |       |                                |   |   |       |   |  |
| 4 |       | Tsuyoshi Fukui                 | 4 | 2 | 0     |   |  |
| 4 |       | Per Hjertquist                 | 6 | 6 | 6     |   |  |
| |       |                                |   |   |       |   |  |
| 5 |       | Shigeyuki Nishio               | 3 | 6 | 2     | 1 |  |
| 5 |       | Kjell Johansson                | 6 | 3 | 6     | 6 |  |
| |       |                                |   |   |       |   |  |

| 1 |  | Tsuyoshi Fukui                 | 5 | 2 | 4 |   |  |
| 1 |  | Kjell Johansson                | 7 | 6 | 6 |   |  |
| 2 |  | Jun Kamiwazumi                 | 3 | 5 | 6 |   |  |
| 2 |  | Per Hjertquist                 | 6 | 7 | 8 |   |  |
| 3 |  | Kenichi Hirai - Jun Kamiwazumi | 0 | 6 | 2 |   |  |
| 3 |  | Anders Järryd - Hans Simonsson | 6 | 8 | 6 |   |  |
|   |  |                                |   |   |   |   |  |
| 4 |  | Tsuyoshi Fukui                 | 4 | 2 | 0 |   |  |
| 4 |  | Per Hjertquist                 | 6 | 6 | 6 |   |  |
|   |  |                                |   |   |   |   |  |
| 5 |  | Shigeyuki Nishio               | 3 | 6 | 2 | 1 |  |
| 5 |  | Kjell Johansson                | 6 | 3 | 6 | 6 |  |
|   |  |                                |   |   |   |   |  |

| | France | 2                            | - | 3 | Australie |   |   |
| --- | ------ | ---------------------------- | - | - | --------- | - | - |
| Palais des sports, Lyon, France |        |                              |   |   |           |   |   |
| du 6 au 8 mars 1981 sur moquette (int.) |        |                              |   |   |           |   |   |
| \| 1 \| \| Yannick Noah \| 6 \| 6 \| 3 \| 6 \| 3 \| \| 1 \| \| Peter McNamara \| 4 \| 8 \| 6 \| 3 \| 6 \| \| 2 \| \| Pascal Portes \| 4 \| 6 \| 9 \| 6 \| \| \| 2 \| \| Kim Warwick \| 6 \| 2 \| 7 \| 4 \| \| \| 3 \| \| Yannick Noah - Pascal Portes \| 3 \| 2 \| 7 \| 4 \| \| \| 3 \| \| Mark Edmondson - Kim Warwick \| 6 \| 6 \| 5 \| 6 \| \| \| \| \| \| \| \| \| \| \| \| 4 \| \| Pascal Portes \| 3 \| 0 \| 2 \| \| \| \| 4 \| \| Peter McNamara \| 6 \| 6 \| 6 \| \| \| \| \| \| \| \| \| \| \| \| \| 5 \| \| Yannick Noah \| 6 \| 7 \| 10 \| \| \| \| 5 \| \| Kim Warwick \| 2 \| 5 \| 8 \| \| \| \| \| \| \| \| \| \| \| \| |        |                              |   |   |           |   |   |
| 1 |        | Yannick Noah                 | 6 | 6 | 3         | 6 | 3 |
| 1 |        | Peter McNamara               | 4 | 8 | 6         | 3 | 6 |
| 2 |        | Pascal Portes                | 4 | 6 | 9         | 6 |   |
| 2 |        | Kim Warwick                  | 6 | 2 | 7         | 4 |   |
| 3 |        | Yannick Noah - Pascal Portes | 3 | 2 | 7         | 4 |   |
| 3 |        | Mark Edmondson - Kim Warwick | 6 | 6 | 5         | 6 |   |
| |        |                              |   |   |           |   |   |
| 4 |        | Pascal Portes                | 3 | 0 | 2         |   |   |
| 4 |        | Peter McNamara               | 6 | 6 | 6         |   |   |
| |        |                              |   |   |           |   |   |
| 5 |        | Yannick Noah                 | 6 | 7 | 10        |   |   |
| 5 |        | Kim Warwick                  | 2 | 5 | 8         |   |   |
| |        |                              |   |   |           |   |   |

| 1 |  | Yannick Noah                 | 6 | 6 | 3  | 6 | 3 |
| 1 |  | Peter McNamara               | 4 | 8 | 6  | 3 | 6 |
| 2 |  | Pascal Portes                | 4 | 6 | 9  | 6 |   |
| 2 |  | Kim Warwick                  | 6 | 2 | 7  | 4 |   |
| 3 |  | Yannick Noah - Pascal Portes | 3 | 2 | 7  | 4 |   |
| 3 |  | Mark Edmondson - Kim Warwick | 6 | 6 | 5  | 6 |   |
|   |  |                              |   |   |    |   |   |
| 4 |  | Pascal Portes                | 3 | 0 | 2  |   |   |
| 4 |  | Peter McNamara               | 6 | 6 | 6  |   |   |
|   |  |                              |   |   |    |   |   |
| 5 |  | Yannick Noah                 | 6 | 7 | 10 |   |   |
| 5 |  | Kim Warwick                  | 2 | 5 | 8  |   |   |
|   |  |                              |   |   |    |   |   |

| | Suisse | 2                           | - | 3   | Tchécoslovaquie |   |   |
| --- | ------ | --------------------------- | - | --- | --------------- | - | - |
| Saal Sports Hall, Zurich, Suisse |        |                             |   |     |                 |   |   |
| du 6 au 8 mars 1981 sur dur (int.) |        |                             |   |     |                 |   |   |
| \| 1 \| \| Heinz Günthardt \| 3 \| 5 \| 0 \| \| \| \| 1 \| \| Ivan Lendl \| 6 \| 7 \| 6 \| \| \| \| 2 \| \| Roland Stadler \| 2 \| 1 \| 3 \| \| \| \| 2 \| \| Tomáš Šmíd \| 6 \| 6 \| 6 \| \| \| \| 3 \| \| H. Günthardt - M. Günthardt \| 6 \| 3 \| 2 \| 6 \| 6 \| \| 3 \| \| Ivan Lendl - Tomáš Šmíd \| 3 \| 6 \| 6 \| 3 \| 4 \| \| \| \| \| \| \| \| \| \| \| 4 \| \| Heinz Günthardt \| 5 \| 2 \| 6 \| \| \| \| 4 \| \| Tomáš Šmíd \| 7 \| 6 \| 8 \| \| \| \| \| \| \| \| \| \| \| \| \| 5 \| \| Roland Stadler \| 6 \| \| \| \| \| \| 5 \| \| Ivan Lendl \| 6 \| ab. \| \| \| \| \| \| \| \| \| \| \| \| \| |        |                             |   |     |                 |   |   |
| 1 |        | Heinz Günthardt             | 3 | 5   | 0               |   |   |
| 1 |        | Ivan Lendl                  | 6 | 7   | 6               |   |   |
| 2 |        | Roland Stadler              | 2 | 1   | 3               |   |   |
| 2 |        | Tomáš Šmíd                  | 6 | 6   | 6               |   |   |
| 3 |        | H. Günthardt - M. Günthardt | 6 | 3   | 2               | 6 | 6 |
| 3 |        | Ivan Lendl - Tomáš Šmíd     | 3 | 6   | 6               | 3 | 4 |
| |        |                             |   |     |                 |   |   |
| 4 |        | Heinz Günthardt             | 5 | 2   | 6               |   |   |
| 4 |        | Tomáš Šmíd                  | 7 | 6   | 8               |   |   |
| |        |                             |   |     |                 |   |   |
| 5 |        | Roland Stadler              | 6 |     |                 |   |   |
| 5 |        | Ivan Lendl                  | 6 | ab. |                 |   |   |
| |        |                             |   |     |                 |   |   |

| 1 |  | Heinz Günthardt             | 3 | 5   | 0 |   |   |
| 1 |  | Ivan Lendl                  | 6 | 7   | 6 |   |   |
| 2 |  | Roland Stadler              | 2 | 1   | 3 |   |   |
| 2 |  | Tomáš Šmíd                  | 6 | 6   | 6 |   |   |
| 3 |  | H. Günthardt - M. Günthardt | 6 | 3   | 2 | 6 | 6 |
| 3 |  | Ivan Lendl - Tomáš Šmíd     | 3 | 6   | 6 | 3 | 4 |
|   |  |                             |   |     |   |   |   |
| 4 |  | Heinz Günthardt             | 5 | 2   | 6 |   |   |
| 4 |  | Tomáš Šmíd                  | 7 | 6   | 8 |   |   |
|   |  |                             |   |     |   |   |   |
| 5 |  | Roland Stadler              | 6 |     |   |   |   |
| 5 |  | Ivan Lendl                  | 6 | ab. |   |   |   |
|   |  |                             |   |     |   |   |   |

| | États-Unis | 3                                | - | 2 | Mexique |    |   |
| --- | ---------- | -------------------------------- | - | - | ------- | -- | - |
| La Costa Resort Hotel, Carlsbad, CA, États-Unis |            |                                  |   |   |         |    |   |
| du 6 au 8 mars 1981 sur dur (ext.) |            |                                  |   |   |         |    |   |
| \| 1 \| \| John McEnroe \| 6 \| 6 \| 6 \| \| \| \| 1 \| \| Jorge Lozano \| 3 \| 1 \| 3 \| \| \| \| 2 \| \| Roscoe Tanner \| 6 \| 6 \| 3 \| 10 \| 3 \| \| 2 \| \| Raúl Ramírez \| 3 \| 8 \| 6 \| 8 \| 6 \| \| 3 \| \| Marty Riessen - Sherwood Stewart \| 4 \| 6 \| 7 \| 6 \| 3 \| \| 3 \| \| Jorge Lozano - Raúl Ramírez \| 6 \| 3 \| 9 \| 0 \| 6 \| \| \| \| \| \| \| \| \| \| \| 4 \| \| Roscoe Tanner \| 6 \| 6 \| 6 \| \| \| \| 4 \| \| Jorge Lozano \| 2 \| 2 \| 3 \| \| \| \| \| \| \| \| \| \| \| \| \| 5 \| \| John McEnroe \| 6 \| 6 \| 6 \| \| \| \| 5 \| \| Raúl Ramírez \| 4 \| 3 \| 0 \| \| \| \| \| \| \| \| \| \| \| \| |            |                                  |   |   |         |    |   |
| 1 |            | John McEnroe                     | 6 | 6 | 6       |    |   |
| 1 |            | Jorge Lozano                     | 3 | 1 | 3       |    |   |
| 2 |            | Roscoe Tanner                    | 6 | 6 | 3       | 10 | 3 |
| 2 |            | Raúl Ramírez                     | 3 | 8 | 6       | 8  | 6 |
| 3 |            | Marty Riessen - Sherwood Stewart | 4 | 6 | 7       | 6  | 3 |
| 3 |            | Jorge Lozano - Raúl Ramírez      | 6 | 3 | 9       | 0  | 6 |
| |            |                                  |   |   |         |    |   |
| 4 |            | Roscoe Tanner                    | 6 | 6 | 6       |    |   |
| 4 |            | Jorge Lozano                     | 2 | 2 | 3       |    |   |
| |            |                                  |   |   |         |    |   |
| 5 |            | John McEnroe                     | 6 | 6 | 6       |    |   |
| 5 |            | Raúl Ramírez                     | 4 | 3 | 0       |    |   |
| |            |                                  |   |   |         |    |   |

| 1 |  | John McEnroe                     | 6 | 6 | 6 |    |   |
| 1 |  | Jorge Lozano                     | 3 | 1 | 3 |    |   |
| 2 |  | Roscoe Tanner                    | 6 | 6 | 3 | 10 | 3 |
| 2 |  | Raúl Ramírez                     | 3 | 8 | 6 | 8  | 6 |
| 3 |  | Marty Riessen - Sherwood Stewart | 4 | 6 | 7 | 6  | 3 |
| 3 |  | Jorge Lozano - Raúl Ramírez      | 6 | 3 | 9 | 0  | 6 |
|   |  |                                  |   |   |   |    |   |
| 4 |  | Roscoe Tanner                    | 6 | 6 | 6 |    |   |
| 4 |  | Jorge Lozano                     | 2 | 2 | 3 |    |   |
|   |  |                                  |   |   |   |    |   |
| 5 |  | John McEnroe                     | 6 | 6 | 6 |    |   |
| 5 |  | Raúl Ramírez                     | 4 | 3 | 0 |    |   |
|   |  |                                  |   |   |   |    |   |

##### Quarts de finale
| | Roumanie | 2                                 | - | 3  | Argentine |   |  |
| --- | -------- | --------------------------------- | - | -- | --------- | - |  |
| Timișoara, Roumanie |          |                                   |   |    |           |   |  |
| du 9 au 11 juillet 1981 sur dur (ext.) |          |                                   |   |    |           |   |  |
| \| 1 \| \| Andrei Dîrzu \| 4 \| 4 \| 3 \| \| \| \| 1 \| \| Guillermo Vilas \| 6 \| 6 \| 6 \| \| \| \| 2 \| \| Florin Segărceanu \| 4 \| 2 \| 0 \| \| \| \| 2 \| \| José Luis Clerc \| 6 \| 6 \| 6 \| \| \| \| 3 \| \| Andrei Dîrzu - Florin Segărceanu \| 4 \| 10 \| 6 \| 7 \| \| \| 3 \| \| José Luis Clerc - Guillermo Vilas \| 6 \| 8 \| 3 \| 5 \| \| \| \| \| \| \| \| \| \| \| \| 4 \| \| Florin Segărceanu \| 4 \| 4 \| 6 \| 1 \| \| \| 4 \| \| Guillermo Vilas \| 6 \| 6 \| 3 \| 6 \| \| \| \| \| \| \| \| \| \| \| \| 5 \| \| Andrei Dîrzu \| 4 \| 6 \| \| \| \| \| 5 \| \| Ricardo Cano \| 6 \| 2 \| ab. \| \| \| \| \| \| \| \| \| \| \| \| |          |                                   |   |    |           |   |  |
| 1 |          | Andrei Dîrzu                      | 4 | 4  | 3         |   |  |
| 1 |          | Guillermo Vilas                   | 6 | 6  | 6         |   |  |
| 2 |          | Florin Segărceanu                 | 4 | 2  | 0         |   |  |
| 2 |          | José Luis Clerc                   | 6 | 6  | 6         |   |  |
| 3 |          | Andrei Dîrzu - Florin Segărceanu  | 4 | 10 | 6         | 7 |  |
| 3 |          | José Luis Clerc - Guillermo Vilas | 6 | 8  | 3         | 5 |  |
| |          |                                   |   |    |           |   |  |
| 4 |          | Florin Segărceanu                 | 4 | 4  | 6         | 1 |  |
| 4 |          | Guillermo Vilas                   | 6 | 6  | 3         | 6 |  |
| |          |                                   |   |    |           |   |  |
| 5 |          | Andrei Dîrzu                      | 4 | 6  |           |   |  |
| 5 |          | Ricardo Cano                      | 6 | 2  | ab.       |   |  |
| |          |                                   |   |    |           |   |  |

| 1 |  | Andrei Dîrzu                      | 4 | 4  | 3   |   |  |
| 1 |  | Guillermo Vilas                   | 6 | 6  | 6   |   |  |
| 2 |  | Florin Segărceanu                 | 4 | 2  | 0   |   |  |
| 2 |  | José Luis Clerc                   | 6 | 6  | 6   |   |  |
| 3 |  | Andrei Dîrzu - Florin Segărceanu  | 4 | 10 | 6   | 7 |  |
| 3 |  | José Luis Clerc - Guillermo Vilas | 6 | 8  | 3   | 5 |  |
|   |  |                                   |   |    |     |   |  |
| 4 |  | Florin Segărceanu                 | 4 | 4  | 6   | 1 |  |
| 4 |  | Guillermo Vilas                   | 6 | 6  | 3   | 6 |  |
|   |  |                                   |   |    |     |   |  |
| 5 |  | Andrei Dîrzu                      | 4 | 6  |     |   |  |
| 5 |  | Ricardo Cano                      | 6 | 2  | ab. |   |  |
|   |  |                                   |   |    |     |   |  |

| | Nouvelle-Zélande | 1                               | - | 4  | Grande-Bretagne |   |   |
| --- | ---------------- | ------------------------------- | - | -- | --------------- | - | - |
| Wilding Park, Christchurch, Nouvelle-Zélande |                  |                                 |   |    |                 |   |   |
| du 9 au 11 juillet 1981 sur moquette (ext.) |                  |                                 |   |    |                 |   |   |
| \| 1 \| \| Russell Simpson \| 6 \| 6 \| 4 \| 4 \| 6 \| \| 1 \| \| Richard Lewis \| 4 \| 4 \| 6 \| 6 \| 8 \| \| 2 \| \| Chris Lewis \| 6 \| 4 \| 6 \| 7 \| 3 \| \| 2 \| \| Buster Mottram \| 4 \| 6 \| 4 \| 9 \| 6 \| \| 3 \| \| Chris Lewis - Russell Simpson \| 3 \| 4 \| 4 \| \| \| \| 3 \| \| Andrew Jarrett - Jonathan Smith \| 6 \| 6 \| 6 \| \| \| \| \| \| \| \| \| \| \| \| \| 4 \| \| Chris Lewis \| 2 \| 2 \| \| \| \| \| 4 \| \| Richard Lewis \| 6 \| 6 \| \| \| \| \| \| \| \| \| \| \| \| \| \| 5 \| \| Russell Simpson \| 4 \| 11 \| 6 \| \| \| \| 5 \| \| Jonathan Smith \| 6 \| 9 \| 2 \| \| \| \| \| \| \| \| \| \| \| \| |                  |                                 |   |    |                 |   |   |
| 1 |                  | Russell Simpson                 | 6 | 6  | 4               | 4 | 6 |
| 1 |                  | Richard Lewis                   | 4 | 4  | 6               | 6 | 8 |
| 2 |                  | Chris Lewis                     | 6 | 4  | 6               | 7 | 3 |
| 2 |                  | Buster Mottram                  | 4 | 6  | 4               | 9 | 6 |
| 3 |                  | Chris Lewis - Russell Simpson   | 3 | 4  | 4               |   |   |
| 3 |                  | Andrew Jarrett - Jonathan Smith | 6 | 6  | 6               |   |   |
| |                  |                                 |   |    |                 |   |   |
| 4 |                  | Chris Lewis                     | 2 | 2  |                 |   |   |
| 4 |                  | Richard Lewis                   | 6 | 6  |                 |   |   |
| |                  |                                 |   |    |                 |   |   |
| 5 |                  | Russell Simpson                 | 4 | 11 | 6               |   |   |
| 5 |                  | Jonathan Smith                  | 6 | 9  | 2               |   |   |
| |                  |                                 |   |    |                 |   |   |

| 1 |  | Russell Simpson                 | 6 | 6  | 4 | 4 | 6 |
| 1 |  | Richard Lewis                   | 4 | 4  | 6 | 6 | 8 |
| 2 |  | Chris Lewis                     | 6 | 4  | 6 | 7 | 3 |
| 2 |  | Buster Mottram                  | 4 | 6  | 4 | 9 | 6 |
| 3 |  | Chris Lewis - Russell Simpson   | 3 | 4  | 4 |   |   |
| 3 |  | Andrew Jarrett - Jonathan Smith | 6 | 6  | 6 |   |   |
|   |  |                                 |   |    |   |   |   |
| 4 |  | Chris Lewis                     | 2 | 2  |   |   |   |
| 4 |  | Richard Lewis                   | 6 | 6  |   |   |   |
|   |  |                                 |   |    |   |   |   |
| 5 |  | Russell Simpson                 | 4 | 11 | 6 |   |   |
| 5 |  | Jonathan Smith                  | 6 | 9  | 2 |   |   |
|   |  |                                 |   |    |   |   |   |

| | Suède | 1                        | - | 3 | Australie |   |         |
| --- | ----- | ------------------------ | - | - | --------- | - | ------- |
| Båstad Tennis Stadium, Båstad, Suède |       |                          |   |   |           |   |         |
| du 10 au 12 juillet 1981 sur terre battue (ext.) |       |                          |   |   |           |   |         |
| \| 1 \| \| Per Hjertquist \| 3 \| 6 \| 1 \| \| \| \| 1 \| \| Paul McNamee \| 6 \| 8 \| 6 \| \| \| \| 2 \| \| Mats Wilander \| 4 \| 2 \| 1 \| \| \| \| 2 \| \| Peter McNamara \| 6 \| 6 \| 6 \| \| \| \| 3 \| \| A. Järryd - H. Simonsson \| 7 \| 3 \| 8 \| 6 \| 6 \| \| 3 \| \| P. McNamara - P. McNamee \| 9 \| 6 \| 6 \| 2 \| 2 \| \| \| \| \| \| \| \| \| \| \| 4 \| \| Mats Wilander \| 6 \| 6 \| 4 \| 0 \| 4 \| \| 4 \| \| Paul McNamee \| 1 \| 2 \| 6 \| 6 \| 6 \| \| \| \| \| \| \| \| \| \| \| 5 \| \| Per Hjertquist \| 6 \| \| \| \| non \| \| 5 \| \| Peter McNamara \| 6 \| \| \| \| terminé \| \| \| \| \| \| \| \| \| \| |       |                          |   |   |           |   |         |
| 1 |       | Per Hjertquist           | 3 | 6 | 1         |   |         |
| 1 |       | Paul McNamee             | 6 | 8 | 6         |   |         |
| 2 |       | Mats Wilander            | 4 | 2 | 1         |   |         |
| 2 |       | Peter McNamara           | 6 | 6 | 6         |   |         |
| 3 |       | A. Järryd - H. Simonsson | 7 | 3 | 8         | 6 | 6       |
| 3 |       | P. McNamara - P. McNamee | 9 | 6 | 6         | 2 | 2       |
| |       |                          |   |   |           |   |         |
| 4 |       | Mats Wilander            | 6 | 6 | 4         | 0 | 4       |
| 4 |       | Paul McNamee             | 1 | 2 | 6         | 6 | 6       |
| |       |                          |   |   |           |   |         |
| 5 |       | Per Hjertquist           | 6 |   |           |   | non     |
| 5 |       | Peter McNamara           | 6 |   |           |   | terminé |
| |       |                          |   |   |           |   |         |

| 1 |  | Per Hjertquist           | 3 | 6 | 1 |   |         |
| 1 |  | Paul McNamee             | 6 | 8 | 6 |   |         |
| 2 |  | Mats Wilander            | 4 | 2 | 1 |   |         |
| 2 |  | Peter McNamara           | 6 | 6 | 6 |   |         |
| 3 |  | A. Järryd - H. Simonsson | 7 | 3 | 8 | 6 | 6       |
| 3 |  | P. McNamara - P. McNamee | 9 | 6 | 6 | 2 | 2       |
|   |  |                          |   |   |   |   |         |
| 4 |  | Mats Wilander            | 6 | 6 | 4 | 0 | 4       |
| 4 |  | Paul McNamee             | 1 | 2 | 6 | 6 | 6       |
|   |  |                          |   |   |   |   |         |
| 5 |  | Per Hjertquist           | 6 |   |   |   | non     |
| 5 |  | Peter McNamara           | 6 |   |   |   | terminé |
|   |  |                          |   |   |   |   |         |

| | États-Unis | 4                       | - | 1  | Tchécoslovaquie |  |  |
| --- | ---------- | ----------------------- | - | -- | --------------- |  |  |
| Flushing Meadows, New York, NY, États-Unis |            |                         |   |    |                 |  |  |
| du 9 au 11 juillet 1981 sur dur (ext.) |            |                         |   |    |                 |  |  |
| \| 1 \| \| John McEnroe \| 4 \| 12 \| 5 \| \| \| \| 1 \| \| Ivan Lendl \| 6 \| 14 \| 7 \| \| \| \| 2 \| \| Jimmy Connors \| 6 \| 6 \| 6 \| \| \| \| 2 \| \| Tomáš Šmíd \| 3 \| 1 \| 2 \| \| \| \| 3 \| \| Bob Lutz - Stan Smith \| 9 \| 6 \| 6 \| \| \| \| 3 \| \| Ivan Lendl - Tomáš Šmíd \| 7 \| 3 \| 2 \| \| \| \| \| \| \| \| \| \| \| \| \| 4 \| \| John McEnroe \| 6 \| 6 \| 6 \| \| \| \| 4 \| \| Tomáš Šmíd \| 3 \| 1 \| 4 \| \| \| \| \| \| \| \| \| \| \| \| \| 5 \| \| Jimmy Connors \| 7 \| 6 \| \| \| \| \| 5 \| \| Ivan Lendl \| 5 \| 4 \| \| \| \| \| \| \| \| \| \| \| \| \| |            |                         |   |    |                 |  |  |
| 1 |            | John McEnroe            | 4 | 12 | 5               |  |  |
| 1 |            | Ivan Lendl              | 6 | 14 | 7               |  |  |
| 2 |            | Jimmy Connors           | 6 | 6  | 6               |  |  |
| 2 |            | Tomáš Šmíd              | 3 | 1  | 2               |  |  |
| 3 |            | Bob Lutz - Stan Smith   | 9 | 6  | 6               |  |  |
| 3 |            | Ivan Lendl - Tomáš Šmíd | 7 | 3  | 2               |  |  |
| |            |                         |   |    |                 |  |  |
| 4 |            | John McEnroe            | 6 | 6  | 6               |  |  |
| 4 |            | Tomáš Šmíd              | 3 | 1  | 4               |  |  |
| |            |                         |   |    |                 |  |  |
| 5 |            | Jimmy Connors           | 7 | 6  |                 |  |  |
| 5 |            | Ivan Lendl              | 5 | 4  |                 |  |  |
| |            |                         |   |    |                 |  |  |

| 1 |  | John McEnroe            | 4 | 12 | 5 |  |  |
| 1 |  | Ivan Lendl              | 6 | 14 | 7 |  |  |
| 2 |  | Jimmy Connors           | 6 | 6  | 6 |  |  |
| 2 |  | Tomáš Šmíd              | 3 | 1  | 2 |  |  |
| 3 |  | Bob Lutz - Stan Smith   | 9 | 6  | 6 |  |  |
| 3 |  | Ivan Lendl - Tomáš Šmíd | 7 | 3  | 2 |  |  |
|   |  |                         |   |    |   |  |  |
| 4 |  | John McEnroe            | 6 | 6  | 6 |  |  |
| 4 |  | Tomáš Šmíd              | 3 | 1  | 4 |  |  |
|   |  |                         |   |    |   |  |  |
| 5 |  | Jimmy Connors           | 7 | 6  |   |  |  |
| 5 |  | Ivan Lendl              | 5 | 4  |   |  |  |
|   |  |                         |   |    |   |  |  |

##### Demi-finales
| | Argentine | 5                                 | - | 0 | Grande-Bretagne |  |  |
| --- | --------- | --------------------------------- | - | - | --------------- |  |  |
| Buenos Aires Lawn T.C., Buenos Aires, Argentine |           |                                   |   |   |                 |  |  |
| du 2 au 4 octobre 1981 sur terre battue (ext.) |           |                                   |   |   |                 |  |  |
| \| 1 \| \| José Luis Clerc \| 6 \| 6 \| 6 \| \| \| \| 1 \| \| Richard Lewis \| 4 \| 4 \| 0 \| \| \| \| 2 \| \| Guillermo Vilas \| 6 \| 6 \| 6 \| \| \| \| 2 \| \| Buster Mottram \| 3 \| 1 \| 1 \| \| \| \| 3 \| \| José Luis Clerc - Guillermo Vilas \| 8 \| 8 \| 6 \| \| \| \| 3 \| \| Andrew Jarrett - Jonathan Smith \| 6 \| 6 \| 2 \| \| \| \| \| \| \| \| \| \| \| \| \| 4 \| \| José Luis Clerc \| 7 \| 6 \| \| \| \| \| 4 \| \| Buster Mottram \| 5 \| 4 \| \| \| \| \| \| \| \| \| \| \| \| \| \| 5 \| \| Guillermo Vilas \| 6 \| 6 \| \| \| \| \| 5 \| \| Richard Lewis \| 0 \| 3 \| \| \| \| \| \| \| \| \| \| \| \| \| |           |                                   |   |   |                 |  |  |
| 1 |           | José Luis Clerc                   | 6 | 6 | 6               |  |  |
| 1 |           | Richard Lewis                     | 4 | 4 | 0               |  |  |
| 2 |           | Guillermo Vilas                   | 6 | 6 | 6               |  |  |
| 2 |           | Buster Mottram                    | 3 | 1 | 1               |  |  |
| 3 |           | José Luis Clerc - Guillermo Vilas | 8 | 8 | 6               |  |  |
| 3 |           | Andrew Jarrett - Jonathan Smith   | 6 | 6 | 2               |  |  |
| |           |                                   |   |   |                 |  |  |
| 4 |           | José Luis Clerc                   | 7 | 6 |                 |  |  |
| 4 |           | Buster Mottram                    | 5 | 4 |                 |  |  |
| |           |                                   |   |   |                 |  |  |
| 5 |           | Guillermo Vilas                   | 6 | 6 |                 |  |  |
| 5 |           | Richard Lewis                     | 0 | 3 |                 |  |  |
| |           |                                   |   |   |                 |  |  |

| 1 |  | José Luis Clerc                   | 6 | 6 | 6 |  |  |
| 1 |  | Richard Lewis                     | 4 | 4 | 0 |  |  |
| 2 |  | Guillermo Vilas                   | 6 | 6 | 6 |  |  |
| 2 |  | Buster Mottram                    | 3 | 1 | 1 |  |  |
| 3 |  | José Luis Clerc - Guillermo Vilas | 8 | 8 | 6 |  |  |
| 3 |  | Andrew Jarrett - Jonathan Smith   | 6 | 6 | 2 |  |  |
|   |  |                                   |   |   |   |  |  |
| 4 |  | José Luis Clerc                   | 7 | 6 |   |  |  |
| 4 |  | Buster Mottram                    | 5 | 4 |   |  |  |
|   |  |                                   |   |   |   |  |  |
| 5 |  | Guillermo Vilas                   | 6 | 6 |   |  |  |
| 5 |  | Richard Lewis                     | 0 | 3 |   |  |  |
|   |  |                                   |   |   |   |  |  |

| | États-Unis | 5                            | - | 0 | Australie |   |   |
| --- | ---------- | ---------------------------- | - | - | --------- | - | - |
| Memorial Coliseum, Portland, OR, États-Unis |            |                              |   |   |           |   |   |
| du 2 au 4 octobre 1981 sur moquette (int.) |            |                              |   |   |           |   |   |
| \| 1 \| \| John McEnroe \| 6 \| 6 \| 6 \| \| \| \| 1 \| \| Mark Edmondson \| 3 \| 4 \| 2 \| \| \| \| 2 \| \| Roscoe Tanner \| 6 \| 6 \| 4 \| 3 \| 6 \| \| 2 \| \| Peter McNamara \| 4 \| 4 \| 6 \| 6 \| 3 \| \| 3 \| \| Peter Fleming - John McEnroe \| 8 \| 6 \| 8 \| \| \| \| 3 \| \| Phil Dent - Peter McNamara \| 6 \| 4 \| 6 \| \| \| \| \| \| \| \| \| \| \| \| \| 4 \| \| John McEnroe \| 9 \| 6 \| \| \| \| \| 4 \| \| Peter McNamara \| 7 \| 0 \| \| \| \| \| \| \| \| \| \| \| \| \| \| 5 \| \| Roscoe Tanner \| 4 \| 6 \| 6 \| \| \| \| 5 \| \| Mark Edmondson \| 6 \| 2 \| 3 \| \| \| \| \| \| \| \| \| \| \| \| |            |                              |   |   |           |   |   |
| 1 |            | John McEnroe                 | 6 | 6 | 6         |   |   |
| 1 |            | Mark Edmondson               | 3 | 4 | 2         |   |   |
| 2 |            | Roscoe Tanner                | 6 | 6 | 4         | 3 | 6 |
| 2 |            | Peter McNamara               | 4 | 4 | 6         | 6 | 3 |
| 3 |            | Peter Fleming - John McEnroe | 8 | 6 | 8         |   |   |
| 3 |            | Phil Dent - Peter McNamara   | 6 | 4 | 6         |   |   |
| |            |                              |   |   |           |   |   |
| 4 |            | John McEnroe                 | 9 | 6 |           |   |   |
| 4 |            | Peter McNamara               | 7 | 0 |           |   |   |
| |            |                              |   |   |           |   |   |
| 5 |            | Roscoe Tanner                | 4 | 6 | 6         |   |   |
| 5 |            | Mark Edmondson               | 6 | 2 | 3         |   |   |
| |            |                              |   |   |           |   |   |

| 1 |  | John McEnroe                 | 6 | 6 | 6 |   |   |
| 1 |  | Mark Edmondson               | 3 | 4 | 2 |   |   |
| 2 |  | Roscoe Tanner                | 6 | 6 | 4 | 3 | 6 |
| 2 |  | Peter McNamara               | 4 | 4 | 6 | 6 | 3 |
| 3 |  | Peter Fleming - John McEnroe | 8 | 6 | 8 |   |   |
| 3 |  | Phil Dent - Peter McNamara   | 6 | 4 | 6 |   |   |
|   |  |                              |   |   |   |   |   |
| 4 |  | John McEnroe                 | 9 | 6 |   |   |   |
| 4 |  | Peter McNamara               | 7 | 0 |   |   |   |
|   |  |                              |   |   |   |   |   |
| 5 |  | Roscoe Tanner                | 4 | 6 | 6 |   |   |
| 5 |  | Mark Edmondson               | 6 | 2 | 3 |   |   |
|   |  |                              |   |   |   |   |   |

##### Finale
La finale de la Coupe Davis 1981 se joue entre les États-Unis et l'Argentine.
| | États-Unis | 3                       | -  | 1 | Argentine |   |         |
| --- | ---------- | ----------------------- | -- | - | --------- | - | ------- |
| Riverfront Coliseum, Cincinnati, OH, États-Unis |            |                         |    |   |           |   |         |
| du 11 au 13 décembre 1981 sur moquette (int.) |            |                         |    |   |           |   |         |
| \| 1 \| \| John McEnroe \| 6 \| 6 \| 6 \| \| \| \| 1 \| \| Guillermo Vilas \| 3 \| 2 \| 2 \| \| \| \| 2 \| \| Roscoe Tanner \| 5 \| 3 \| 7 \| \| \| \| 2 \| \| José Luis Clerc \| 7 \| 6 \| 8 \| \| \| \| 3 \| \| P. Fleming - J. McEnroe \| 6 \| 4 \| 6 \| 4 \| 11 \| \| 3 \| \| J. L. Clerc - G. Vilas \| 3 \| 6 \| 4 \| 6 \| 9 \| \| \| \| \| \| \| \| \| \| \| 4 \| \| John McEnroe \| 7 \| 5 \| 6 \| 3 \| 6 \| \| 4 \| \| José Luis Clerc \| 5 \| 7 \| 3 \| 6 \| 3 \| \| \| \| \| \| \| \| \| \| \| 5 \| \| Roscoe Tanner \| 11 \| \| \| \| non \| \| 5 \| \| Guillermo Vilas \| 10 \| \| \| \| terminé \| \| \| \| \| \| \| \| \| \| |            |                         |    |   |           |   |         |
| 1 |            | John McEnroe            | 6  | 6 | 6         |   |         |
| 1 |            | Guillermo Vilas         | 3  | 2 | 2         |   |         |
| 2 |            | Roscoe Tanner           | 5  | 3 | 7         |   |         |
| 2 |            | José Luis Clerc         | 7  | 6 | 8         |   |         |
| 3 |            | P. Fleming - J. McEnroe | 6  | 4 | 6         | 4 | 11      |
| 3 |            | J. L. Clerc - G. Vilas  | 3  | 6 | 4         | 6 | 9       |
| |            |                         |    |   |           |   |         |
| 4 |            | John McEnroe            | 7  | 5 | 6         | 3 | 6       |
| 4 |            | José Luis Clerc         | 5  | 7 | 3         | 6 | 3       |
| |            |                         |    |   |           |   |         |
| 5 |            | Roscoe Tanner           | 11 |   |           |   | non     |
| 5 |            | Guillermo Vilas         | 10 |   |           |   | terminé |
| |            |                         |    |   |           |   |         |

### Barrages

#### Résumé
Les barrages voient s'affronter les nations ayant perdu au 1er tour du "Groupe Mondial". Les nations victorieuses sont qualifiées pour le groupe mondial 1982. Les nations vaincues participent à leur zone géographique respective. Les barrages se déroulent en même temps que les demi-finales : du 2 au 4 octobre.
| Lieu      | Surface             | Hôtes   | Score | Visiteurs            |
| --------- | ------------------- | ------- | ----- | -------------------- |
| São Paulo | terre battue (ext.) | Brésil  | 2 – 3 | Allemagne de l'Ouest |
| Sanremo   | terre battue (ext.) | Italie  | 4 – 1 | Corée du Sud         |
| Paris     | terre battue (ext.) | France  | 4 – 1 | Japon                |
| Tijuana   | terre battue (ext.) | Mexique | 3 – 2 | Suisse               |